# Youngstown (Alberta)
Youngstown – wieś w Kanadzie w Prowincji Alberta. Według danych z 2016 roku miejscowość liczy 154 mieszkańców.